# Caroline Franziska Gräfin Zanardi Landi

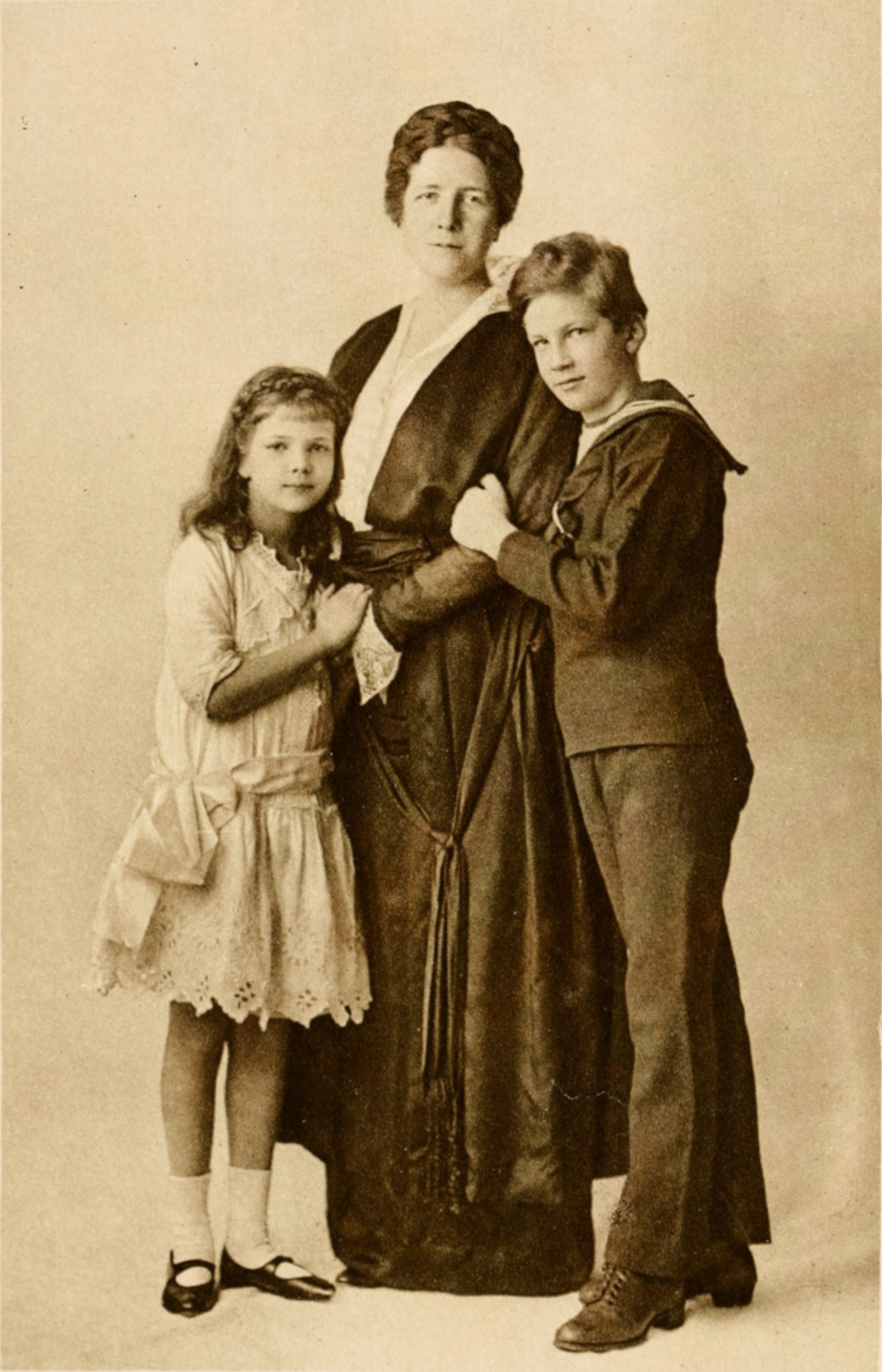
Gräfin Zanardi-Landi mit ihren Kindern (vor 1915)

Caroline Franziska Gräfin Zanardi Landi (* 1879 als Karoline Kaiser, laut eigenen Angaben 1882 in Sassetot-le-Mauconduit als Caroline Franziska Maria Habsburg-Lothringen; gestorben 1935) erlangte als angebliche „geheime Tochter“ von Kaiserin Elisabeth und Autorin mehrerer autobiographischer Werke Bekanntheit.

## Leben
Karoline Kaiser wuchs als älteste Tochter Hermann Kaisers (1828–1901) und seiner Gattin Nanette Prins (1845–1929) unter drei Geschwistern auf – der jüngeren Schwester Laura (1881–1961) und zwei älteren Brüdern Charles-Edouard (1875–1928) und dem später als Komponist höchst erfolgreichen Henri Alfred (1872–1917).
Um die Jahrhundertwende heiratete Karoline den österreichischen Offizier und späteren Schriftsteller Richard Kühnelt. Ein gemeinsamer Sohn Antonius-Franz wurde 1902 geboren, zwei Jahre später die Tochter Elisabeth-Marie-Christine, die als Elissa Landi in Hollywood bekannt werden sollte. Die Familie ließ sich zunächst in Kleinhart im Wienerwald nieder, wanderte 1906 aber aufgrund finanzieller Probleme nach Kanada in die Nähe von Montreal aus. 1908 trennte sich das Ehepaar und Caroline Kühnelt übersiedelte mit ihren Kindern nach British Columbia, wo sie u. a. als Köchin in einem Hotel arbeitete. 1911 heiratete sie den italienischen Grafen Carlo Zanardi-Landi, den sie in Vancouver kennengelernt hatte. Ausgehend von einem Interview im Daily Mirror wurde bald international über ihre angebliche Abstammung von Kaiserin Sissi berichtet.
Ab 1914 veröffentlichte die Gräfin Zanardi Landi mehrere teils autobiographische Werke mit fragwürdigen Inhalten in englischer Sprache.
Ihre angebliche aristokratische Herkunft hatte in den 1920er und 1930er Jahren auch Anteil am Aufstieg ihrer Tochter zum Hollywoodstar und blieb ebenso Teil des Werdeganges ihres später mit der Tochter Jean Delvilles verheirateten Sohnes.
Der Universalgelehrte und Publizist Erik von Kuehnelt-Leddihn, ein Neffe ihres ersten Ehemannes, bezeichnete Zanardi-Landi abschätzig als „ziemlich verrückte Holländerin, die plötzlich erklärte, die Tochter der Kaiserin zu sein.“
Die französische Schauspielerin und Schriftstellerin Nelly Alard veröffentlichte 2020 mit La Vie que tu t’étais imaginée (2020) ein Buch über Zanardi Landi und ihre berühmte Tochter.

## Werke
- The Secret of an Empress. Cassell & Co., London 1914, OCLC 250742832 (handle.net).
- Is Austria Doomed? Hodder & Stoughton, London 1916, OCLC 30488552 (handle.net).
- The Royal Outcast. A Romance of To-day. E. Nash Co., London 1916, OCLC 37310257.